# Магнесс, Джанива
Джанива Магнесс (англ. Janiva Magness; 30 января 1957, Детройт, Мичиган, США)  — американская блюзовая певица и автор песен. Номинантка Грэмми в номинации «Лучший альбом современного блюза»  (2017)  Лауреат Blues Music Awards в номинациях «Исполнительница современного блюза» (2006, 2007, 2009, 2013, 2015), «Артист года — Премия Би Би Кинга» (2009), «Песня года (2013); номинантка Blues Music Awards в номинациях «Исполнительница современного блюза» (2004, 2005, 2010—2012, 2017, 2020, 2023, 2024), «Альбом года» (2007, 2009, 2011, 2013), «Альбом современного блюза» (2007, 2007, 2011, 2015, 2023), «Артист года — Премия Би Би Кинга» (2008, 2011, 2013), «Песня года (2015), «Исполнительница традиционного блюза — Премия Коко Тейлор» (2018), «Блюзовый вокалист» (2019). Вторая, после Коко Тейлор блюзвумен, удостоенная Премии Би Би Кинга, вручаемой лучшему блюзовому артисту года.  . 

## Биография
Джанива Магнесс родилась в Детройте, штат Мичиган в 1957 году. С детства слушала отцовскую коллекцию записей блюза и кантри. В 1960-м семья переехала в Сент-Луис. В 14 лет потеряла мать из-за самоубийства и затем жила в многочисленных приёмных семьях; когда ей было 16 самоубийством жизнь закончил и отец. В 17 лет родила ребёнка, которого была вынуждена отдать на усыновление. 
Ещё будучи несовершеннолетней, Джанива Магнесс побывала на концерте Отиса Раша в Миннеаполисе, который изменил её мировоззрение. В 19 лет она начала петь в биг-бенде. Затем она, обучаясь на инженера, работала в студии звукозаписи в Сент-Поле, штат Миннесота, где она периодически привлекалась к работе бэк-вокалистки при записи. В конце 1970-х Джанива Магнесс переехала в Финикс, штат Аризона, и там присоединилась к группе Blues Connection Band в которой играл Боб Корритор, а затем создала собственную группу Mojomatics, пользовавшуюся популярностью на местном уровне . В 1986 году Магнесс переехала в Лос-Анджелес. С 1991 года была задействована в группе Fingers Taylor and the Ladyfingers Revue. 
Её дебютный альбом More Than Live был выпущен в 1991 году только на кассете, следующий альбом It Takes One to Know One последовал только в 1997 году. В 1999 году Магнесс сыграла главную роль в постановке It Ain't Nothin' But the Blues в театре Дэвида Геффена в Вествуде, Лос-Анджелес. После этого Мэгнесс выпустила три независимых релиза и в 2003 году подписала контракт со канадской звукозаписывающей компанией Northern Blues Music, которая выпустила в 2004 году альбом Bury Him at the Crossroads. Певица с этим альбомом получила номинацию Blues Music Awards в категории «Исполнительница современного блюза»; также она, как сопродюсер альбома вместе с канадским гитаристом Колином Линденом, получила премию Canadian Maple Blues Award в номинации «Продюсер года». Следующий альбом Do I Move You? достиг 8-го места в чарте блюзовых альбомов Billboard, номинировался на звание альбома современного блюза и альбома года вообще Blues Music Awards, а Джанива Магнесс была признана лучшей исполнительницей современного блюза. В 2008 году Магнесс подписала контракт с лейблом Alligator Records, выпустив альбом What Love Will Do, номинированный на звание альбома года в 2009 году, а Джанива Магнесс в очередной раз была признана лучшей исполнительницей современного блюза и стала лауреатом Премии Би Би Кинга, высшей награды, вручаемой лучшему блюзовому артисту года. В 2014 году Джанива Магнесс впервые выступила автором собственных песен, выпустив альбом Original, для чего её пришлось уйти с Alligator и возродить собственный лейбл Fathead Records, созданный в 1996 году  . 
В 2017 году Джанива Магнесс получила свою первую номинацию на премию Грэмми с альбомом Love Wins Again. С 2018 года она всё больше склоняется к исполнению американы и предпочитает чтобы её творчество относили именно к этому жанру или вообще не определяли жанр , что нисколько не мешает её стабильно получать награды именно в области блюзовой музыки. 
Певица активно гастролирует по всему миру, регулярно записывается, как сама, так и в качестве гостей на альбомах других музыкантов, в частности она пела на записях Кида Рамоса, Ар Эл Бернсайда, Кирка Флетчера, Томми Кастро, Дебби Дэвис. На её альбомах в качестве гостей записывались такие музыканты, как Чарли Масселуайт, Седрик Бёрнсайд, Джо Бонамасса, Сью Фоули. 
В 2019 году Магнесс опубликовала мемуары Weeds Like Us . 
Chicago Sun-Times: «Её песни охватывают весь спектр эмоций от печали до радости. Мастер корневого блюза, одинаково непринуждённо чувствующий себя как в окружении фанка, так и в соуле, Магнесс оживляет каждую песню брутальной честностью» 
Living Blues: «У Магнесс дымныё, соблазнительныё вокал, которыё превращает блюз в чистое очарование. Её стальная убеждённость подлинна, проникновенна и игрива. Эмоции звучат искренне» .

## Дискография
| Год  | Название                   | Лейбл               |
| ---- | -------------------------- | ------------------- |
| 1991 | More Than Live             | Fathead Records     |
| 1997 | It Takes One to Know One   | Fathead Records     |
| 1999 | My Bad Luck Soul           | Blues Leaf Records  |
| 2001 | Blues Ain't Pretty         | Blues Leaf Records  |
| 2003 | Use What You Got           | Blues Leaf Records  |
| 2004 | Bury Him at the Crossroads | NorthernBlues Music |
| 2006 | Do I Move You?             | NorthernBlues Music |
| 2008 | What Love Will Do          | Alligator Records   |
| 2010 | The Devil is an Angel Too  | Alligator Records   |
| 2012 | Stronger for It            | Alligator Records   |
| 2014 | Original                   | Fathead Records     |
| 2016 | Love Wins Again            | Blue Elan           |
| 2017 | Blue Again                 | Blue Elan           |
| 2018 | Love Is An Army            | Blue Elan           |
| 2019 | Change in the Weather      | Blue Elan           |
| 2022 | Hard to Kill               | Fathead Records     |
| 2025 | Back For Me                | Blue Élan Records   |